# 549 (numero)
Cinquecentoquarantanove (549) è il numero naturale dopo il 548 e prima del 550.

## Proprietà matematiche
- È un numero dispari.
- È un numero composto con 6 divisori: 1, 3, 9, 61, 183, 549. Poiché la somma dei suoi divisori (escluso il numero stesso) è 257 < 549, è un numero difettivo.
- È un numero palindromo e un numero a cifra ripetuta nel sistema di numerazione posizionale a base 13 (333).
- È un numero congruente.
- È un numero malvagio.
- È parte delle terne pitagoriche (99, 540, 549), (549, 732, 915), (549, 1820, 1901), (549, 2440, 2501), (549, 5568, 5595), (549, 16740, 16749), (549, 50232, 50235), (549, 150700, 150701).

## Astronomia
- 549 Jessonda è un asteroide della fascia principale del sistema solare.
- NGC 549 è una galassia spirale della costellazione dello Scultore.

## Astronautica
- Cosmos 549 è un satellite artificiale russo.